# Шеварднадзе Едуард Амвросійович
Едуа́рд Амвросійович Шевардна́дзе (груз. ედუარდ შევარდნაძე; Эдуа́рд Амбро́сис дзе Шевардна́дзе; 25 січня 1928, Маматі, Грузинська РСР, СРСР — 7 липня 2014, Тбілісі, Грузія) — політичний діяч СРСР та Грузії, дипломат. Член Комуністичної партія Грузії (СРСР). Президент Грузії у 1992—2003 роках, перший секретар ЦК КП Грузії (1972—1985), міністр закордонних справ СРСР з 1985 по 1990, перший секретар ЦК комсомолу Грузії (1957—1961), міністр закордонних справ СРСР (1985—1990). Герой Соціалістичної праці (26.02.1981). Близький соратник Михайла Горбачова.
Член ЦК КПРС у 1976—1991 роках. Кандидат у члени Політбюро ЦК КПРС з 27 листопада 1978 по 1 липня 1985 року. Член Політбюро ЦК КПРС з 1 липня 1985 по 13 липня 1990 року. Депутат Верховної Ради СРСР 9—11-го скликань.

## Життєпис
Народився в родині педагога Шеварднадзе Амвросія Георгійовича в селі Маматі Ланчхутського району. Старший брат Акакій загинув в 1941 під час оборони Берестя. Закінчив Тбіліський медичний технікум.
Трудову діяльність розпочав в 1946 році інструктором, а потім завідувачем відділу кадрів і оргінструкторською роботою Орджонікідзевського районного комітету комсомолу в Тбілісі.
Член ВКП(б) з 1948 року.
У період з 1949 по 1951 роки Шеварднадзе був слухачем дворічної партійної школи при ЦК КП (б) Грузії, після закінчення якої став інструктором ЦК ЛКСМ Грузії. У 1952 році обраний секретарем, потім другим секретарем Кутаїського обкому ЛКСМ Грузинської РСР, а в 1953 році — першим секретарем Кутаїського міського ЛКСМ Грузинської РСР.
У 1956—1957 роках — другий секретар ЦК ЛКСМ Грузії. З 1957 до 1961 року — перший секретар ЦК комсомолу Грузії.
У 1959 році закінчив заочно Кутаїський державний педагогічний інститут імені Цулукідзе за фахом «історія».
З 1961 по 1963 рік — 1-й секретар Мцхетського районного комітету КП Грузії, з 1963 по 1964 рік — 1-й секретар Первомайського районного комітету КП Грузії міста Тбілісі.
З 1964 по 1965 рік — перший заступник міністра охорони громадського порядку, з 1965 по 1968 рік — міністр охорони громадського порядку Грузинської РСР. З 1968 по 1972 рік — міністр внутрішніх справ Грузинської РСР.
У 1972 році був першим секретарем Тбіліського міського комітету КП Грузії.
З 29 вересня 1972 по 6 липня 1985 року — 1-й секретар ЦК Комуністичної партії.
2 липня 1985 року Шеварднадзе був призначений на посаду міністра закордонних справ СРСР, замінивши на цьому посту Андрія Громико. Працював міністром до 20 грудня 1990 року.
З 19 листопада по 26 грудня 1991 року — міністр зовнішніх відносин СРСР.
У травні 1991 року у Грузії відбулись перші загальні президентські вибори, на яких президентом було обрано дисидента Звіада Гамсахурдіа. Через рік, у січні 1992, внаслідок державного перевороту у Грузії (1991—1992) останнього було усунуто від влади Військовою радою Грузії, що скасувала також і власне пост президента.
1992 року із Росії до Грузії повернувся Едуард Шеварднадзе, якого парламент країни обрав главою держави. У серпні 1995 парламент Грузії прийняв Конституцію, відповідно до якої главою держави є президент, що обирається загальним прямим голосуванням.
5 листопада того ж року одночасно було проведено парламентські та президентські вибори. Президентом країни став Едуард Шеварднадзе.
2000 року був переобраний на другий термін.
23 листопада 2003 був змушений подати у відставку внаслідок Трояндової революції, мирних протестів у Грузії, листопада 2003 по січень 2004. Причиною початку протестів стали масові фальсифікації парламентських виборів.

## Смерть
Помер 7 липня 2014 року. Похований в Крцанісі (Тбілісі).

## Нагороди

### СРСР
- Герой Соціалістичної Праці (26.02.1981)
- П'ять орденів Леніна (31.08.1971, 12.12.1973, 24.01.1978, 26.02.1981, 23.01.1988)
- Орден Жовтневої Революції (27.12.1976)
- Орден Вітчизняної війни I ступеня (23.04.1985)
- Орден Трудового Червоного Прапора (2.04.1966)
- Медаль «За трудову доблесть» (29.08.1960)

### Грузія
- Почесний громадянин Тбілісі (1985)[5]

### Вірменія
- Почесний громадянин Єревана (1999)[6]

### Україна
- Орден князя Ярослава Мудрого I ступеня (1 жовтня 1999) — за визначний особистий внесок у розвиток співробітництва між Україною і Грузією, зміцнення дружби між українським та грузинським народами[7] (нагороджений Леонідом Кучмою)